# Pentatlón moderno en los Juegos Asiáticos
El Pentatlón moderno en los Juegos Asiáticos se disputó por primera vez en la edición de 1994 en Hiroshima, Japón en la modalidad masculina; y se ha celebrado continuamente desde la edición de 2010 en Guangzhou, China, aunque incluyendo la categoría femenil en la edición de 2002 en Busan, Corea del Sur debido a que forma parte del programa de los Juegos Olímpicos.
Corea del Sur es el país que domina el medallero histórico de la disciplina, aunque China está cerca; y ambos se han repartido el medallero de la disciplina en cada edición de los Juegos Asiáticos.

## Ediciones
| Edición | Año  | Ciudad Sede         | País Sede     | Campeón       |
| ------- | ---- | ------------------- | ------------- | ------------- |
| XII     | 1994 | Hiroshima           | Japón         | Corea del Sur |
| XIV     | 2002 | Busan               | Corea del Sur | Corea del Sur |
| XVI     | 2010 | Guangzhou           | China         | China         |
| XVII    | 2014 | Incheon             | Corea del Sur | China         |
| XVIII   | 2018 | Yakarta y Palembang | Indonesia     | Corea del Sur |
| XIX     | 2022 | Hangzhou            | China         | Corea del Sur |

## Medallero
| #     | País          | Oro | Plata | Bronce | Total |
| ----- | ------------- | --- | ----- | ------ | ----- |
| 1     | Corea del Sur | 10  | 10    | 8      | 28    |
| 2     | China         | 9   | 7     | 6      | 22    |
| 3     | Kazajistán    | 3   | 1     | 3      | 7     |
| 4     | Japón         | 0   | 3     | 4      | 7     |
| 5     | Kirguistán    | 0   | 1     | 1      | 2     |
| Total | Total         | 22  | 22    | 22     | 66    |